# Athlon Ieper
Athlon Ieper ist ein belgischer Basketballverein aus Ypern.

## Geschichte
Der Verein spielt in der drittklassigen Division III.
In der Saison 2000/01 nahm der Klub am Korać-Cup teil, wo er bis ins Halbfinale gelang. Dort unterlag man Hemofarm Vrsac aus Serbien.

## Halle
Der Verein trägt seine Heimspiele in der 2.500 Plätze umfassenden Stedelijk Sportcentrum aus.

## Erfolge
- Halbfinalist Korać-Cup (2001)

## Bekannte Spieler
- Jürgen Malbeck 1999–2001
- Niels Bjerregaard
- Roger Huggins 2000/01
- Herbert Baert 2000/01